# Strada statale 568 di Crevalcore
La ex strada statale 568 di Crevalcore (SS 568), ora strada provinciale 568 R di Crevalcore (SP 568 R), è una strada provinciale italiana di collegamento interprovinciale tra la provincia di Modena e la città metropolitana di Bologna.

## Percorso

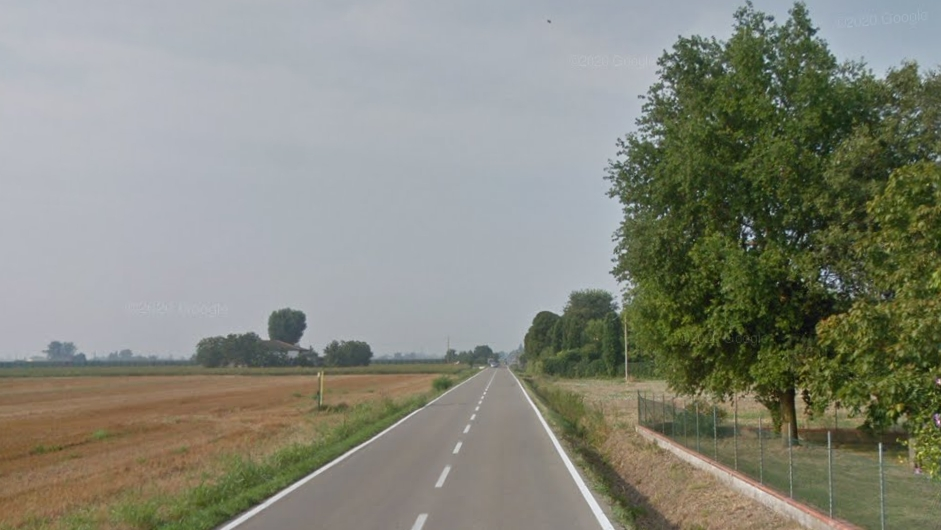
SS 568

La strada ha inizio a San Felice sul Panaro all'altezza dell'innesto con la ex strada statale 468 di Correggio; proseguendo in direzione sud, attraversa nell'ordine il centro abitato di Camposanto e il fiume Panaro, prima di virare verso sud-est e raggiungere Crevalcore. Mantenendo la stessa direttrice taglia San Giovanni in Persiceto e raggiunge Borgo Panigale, dove si innesta sulla strada statale 9 Via Emilia.
In seguito al decreto legislativo n. 112 del 1998, dal 2001 la gestione è passata dall'ANAS alla Regione Emilia-Romagna, che ha provveduto al trasferimento dell'infrastruttura al demanio della Provincia di Bologna e della Provincia di Modena per le tratte territorialmente competenti.
il 7 aprile 2021 vengono trasferite ad ANAS le tratte dal km 0+000 (Innesto con la ex S.S. n.468 a S. Felice sul Panaro) al 11+298 (Crevalcore), dal km 16+220 (Innesto con la SP84) al km 22+185 (Innesto con la SP83) e dal km 26+191 (Innesto su rotatoria con la SP83) al km 37+245 (Bologna - inizio centro abitato-).